# Pierfrancesco Majorino
Pierfrancesco Majorino (nascido em 14 de maio de 1973 em Milão) é um político italiano. Em 2019 foi eleito Membro do Parlamento Europeu. Desde então, ele tem servido na Comissão de Desenvolvimento. Em 2020, ele também juntou-se ao Comité Especial sobre Interferência Estrangeira em todos os Processos Democráticos na União Europeia.